# Барберини, Антонио (младший)
Антонио Барберини младший (итал. Antonio Barberini iuniore; 5 августа 1607, Рим, Папская область — 3 августа 1671, Неми, Папская область) — итальянский куриальный кардинал. Префект Трибунала Апостольской Сигнатуры Справедливости с 18 марта 1628 по декабрь 1632. Архипресвитер патриаршей Либерийской базилики с 1630 по 3 августа 1671. Префект Священной Конгрегации Пропаганды Веры с декабря 1632 по 3 августа 1671. Камерленго Святой Римской Церкви с 28 июля 1638 по 3 августа 1671. Епископ Пуатье с 16 августа 1653 по 27 июня 1657. Великий раздатчик милостыни Франции с 1653 по 3 августа 1671. Архиепископ Реймса с 27 июня 1657 по 3 августа 1671. Кардинал in pectore с 30 августа 1627 по 7 февраля 1628. Кардинал-дьякон с 7 февраля 1628, с титулярной диаконией Санта-Мария-ин-Аквиро с 28 февраля 1628 по 24 ноября 1632. Кардинал-дьякон с титулярной диаконией Сант-Агата-деи-Готи с 24 ноября 1632 по 10 ноября 1642. Кардинал-дьякон с титулярной диаконией Санта-Мария-ин-Виа-Лата с 10 ноября 1642 по 21 июля 1653. Кардинал-протодьякон с 10 ноября 1642 по 21 июля 1653. Кардинал-священник с титулом церкви Сантиссима-Тринита-аль-Монте-Пинчо с 21 июля 1653 по 11 октября 1655. Кардинал-епископ Фраскати с 11 октября 1655 по 21 ноября 1661. Кардинал-епископ Палестрины с 21 ноября 1661.

## Биография
Племянник папы римского Урбана VIII и Антонио Барберини старшего. Брат кардинала Франческо Барберини старшего. Дядя кардинала Карло Барберини. Внучатый дядя кардинала Франческо Барберини младшего.